# Pyttipanna

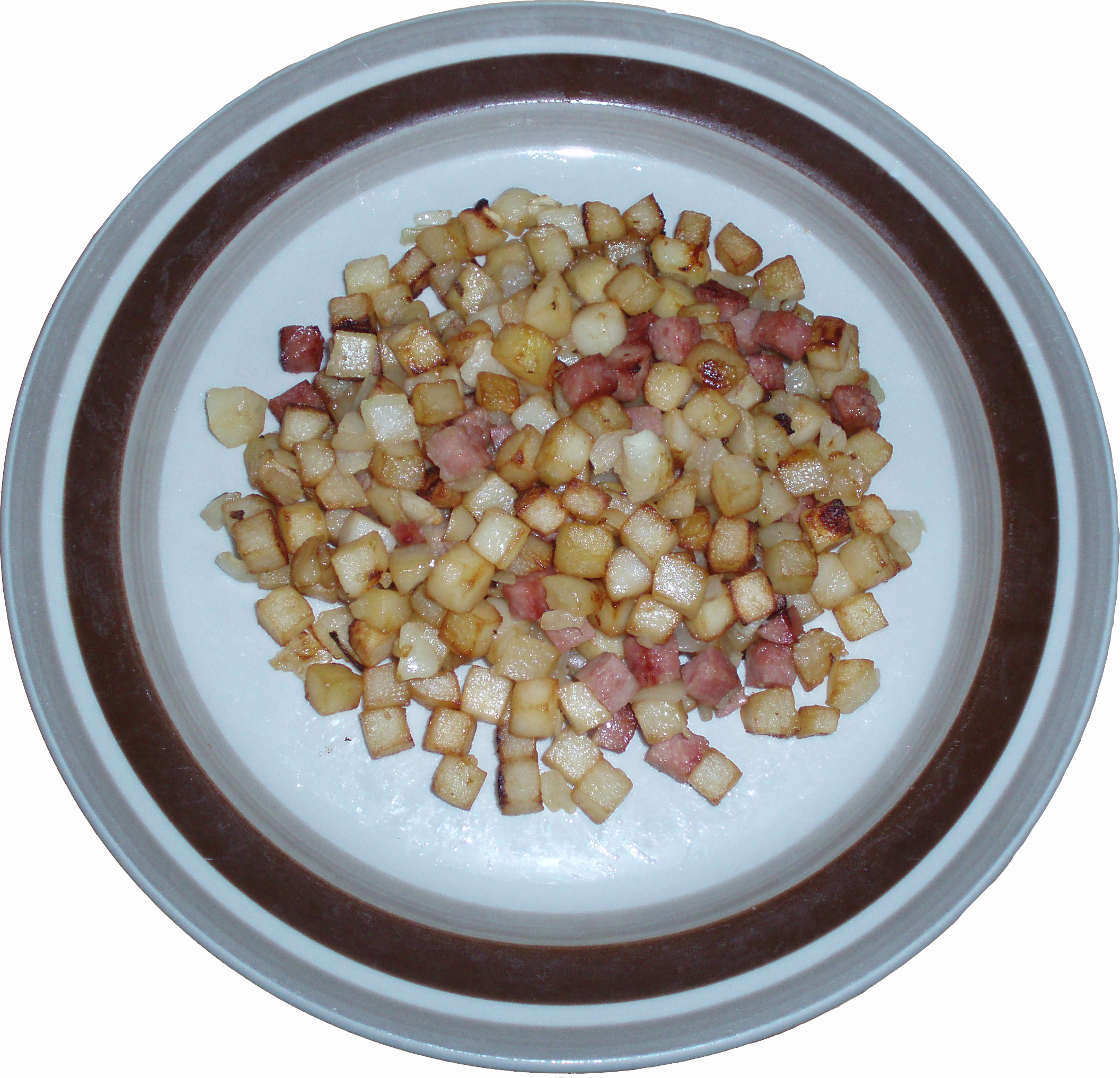
Pyttipanna

Pyttipanna, także pod nazwą: pytt i panna, pyttipanne (norw.), pyttipannu (fiń.) oraz biksemad (duń.) – danie kuchni skandynawskiej, popularne zwłaszcza w Szwecji. Nazwa pyttipanna oznacza "drobne kawałeczki na patelni". Przyrządza się je z drobno pokrojonych w kostkę ziemniaków, cebuli i mięsa (zazwyczaj kiełbasy lub kawałków wołowiny) podsmażonych na patelni. Pyttipanna podawana jest tradycyjnie z jajkiem sadzonym i burakami. Istnieje kilka wersji wegetariańskich tego dania.